# Ginástica nos Jogos Olímpicos de Verão de 1904
A ginástica nos Jogos Olímpicos de Verão de 1904 realizou-se em Saint Louis, Estados Unidos, com onze eventos disputados apenas pelos homens.

## Eventos
Ginástica artística
Onze conjuntos de medalhas foram concedidos nos seguintes eventos:
- Equipes
- Individual geral
- Triatlo
- Exercícios combinados
- Barras paralelas
- Barra fixa
- Salto sobre o cavalo
- Cavalo com alças
- Argolas
- Escalada
- Dança com maças

Nota: A competição individual geral foi uma combinação do evento de triatlo da ginástica com o triatlo do atletismo (nenhum dos dois relacionado com o triatlo disputado na atualidade). A competição por equipes era a soma dos resultados dos ginastas no individual geral. Os pontos obtidos nas barras paralelas, na barra fixa, no salto sobre o cavalo e no cavalo com alças eram agregados, chegando-se ao total.

## Países participantes
119 ginastas de três países competiram em 1904.
- GER Alemanha (7)
- USA Estados Unidos (111)
- SUI Suíça (1)
- AUT Áustria (1)

## Medalhistas
Masculino
| Evento                         | Ouro | Prata | Bronze |
| ------------------------------ | --- | --- | --- |
| Individual geral detalhes      | Julius Lenhart AUT Áustria                                                                                             | Wilhelm Weber GER Alemanha                                                                                              | Adolf Spinnler SUI Suíça |
| Triatlo detalhes               | Adolf Spinnler SUI Suíça                                                                                               | Julius Lenhart AUT Áustria                                                                                              | Wilhelm Weber GER Alemanha |
| Exercícios combinados detalhes | Anton Heida USA Estados Unidos                                                                                         | George Eyser USA Estados Unidos                                                                                         | William Merz USA Estados Unidos |
| Barras paralelas detalhes      | George Eyser USA Estados Unidos                                                                                        | Anton Heida USA Estados Unidos                                                                                          | John Duha USA Estados Unidos |
| Barra fixa detalhes            | Anton Heida USA Estados Unidos Edward Hennig USA Estados Unidos                                                        | nenhum | George Eyser USA Estados Unidos |
| Salto detalhes                 | Anton Heida USA Estados Unidos George Eyser USA Estados Unidos                                                         | nenhum | William Merz USA Estados Unidos |
| Cavalo com alças detalhes      | Anton Heida USA Estados Unidos                                                                                         | George Eyser USA Estados Unidos                                                                                         | William Merz USA Estados Unidos |
| Argolas detalhes               | Herman Glass USA Estados Unidos                                                                                        | William Merz USA Estados Unidos                                                                                         | Emil Voigt USA Estados Unidos |
| Escalada detalhes              | George Eyser USA Estados Unidos                                                                                        | Charles Krause USA Estados Unidos                                                                                       | Emil Voigt USA Estados Unidos |
| Dança com maças detalhes       | Edward Hennig USA Estados Unidos                                                                                       | Emil Voigt USA Estados Unidos                                                                                           | Ralph Wilson USA Estados Unidos |
| Equipes detalhes               | Philadelphia Turngemeinde Julius Lenhart Philip Kassel Anton Heida Max Hess Ernst Reckeweg John Grieb ZZX Equipa mista | New York Turnverein Otto Steffen John Bissinger Emil Beyer Max Wolf Julian Schmitz Arthur Rosenkampf USA Estados Unidos | Central Turnverein (Chicago) George Meyer John Duha Edward Siegler Charles Krause Philipp Schuster Robert Maysack USA Estados Unidos |

## Quadro de medalhas
| Ordem | País               | Medalha de ouro | Medalha de prata | Medalha de bronze |    |
| ----- | ------------------ | --------------- | ---------------- | ----------------- | -- |
| 1     | USA Estados Unidos | 10              | 7                | 9                 | 26 |
| 2     | AUT Áustria        | 1               | 1                |                   | 2  |
| 2     | SUI Suíça          | 1               |                  | 1                 | 2  |
| 2     | ZZX Equipa mista   | 1               |                  |                   | 1  |
| 3     | GER Alemanha       |                 | 1                | 1                 | 2  |
| TOTAL | TOTAL              | 13              | 9                | 11                | 33 |